# Fissidens dubius
Fissidens dubius là một loài Rêu trong họ Fissidentaceae. Loài này được P. Beauv. mô tả khoa học đầu tiên năm 1805.

## Hình ảnh

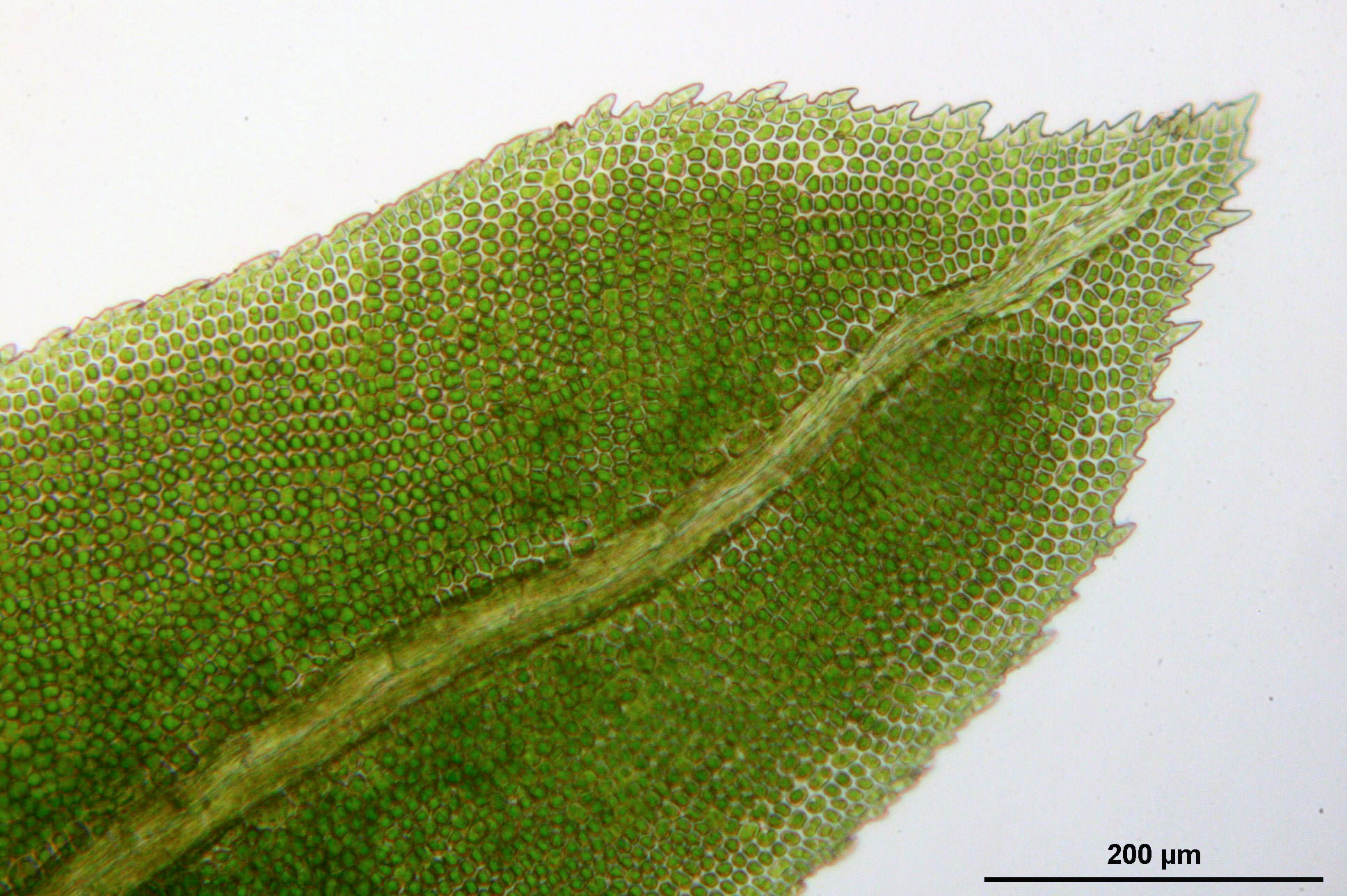
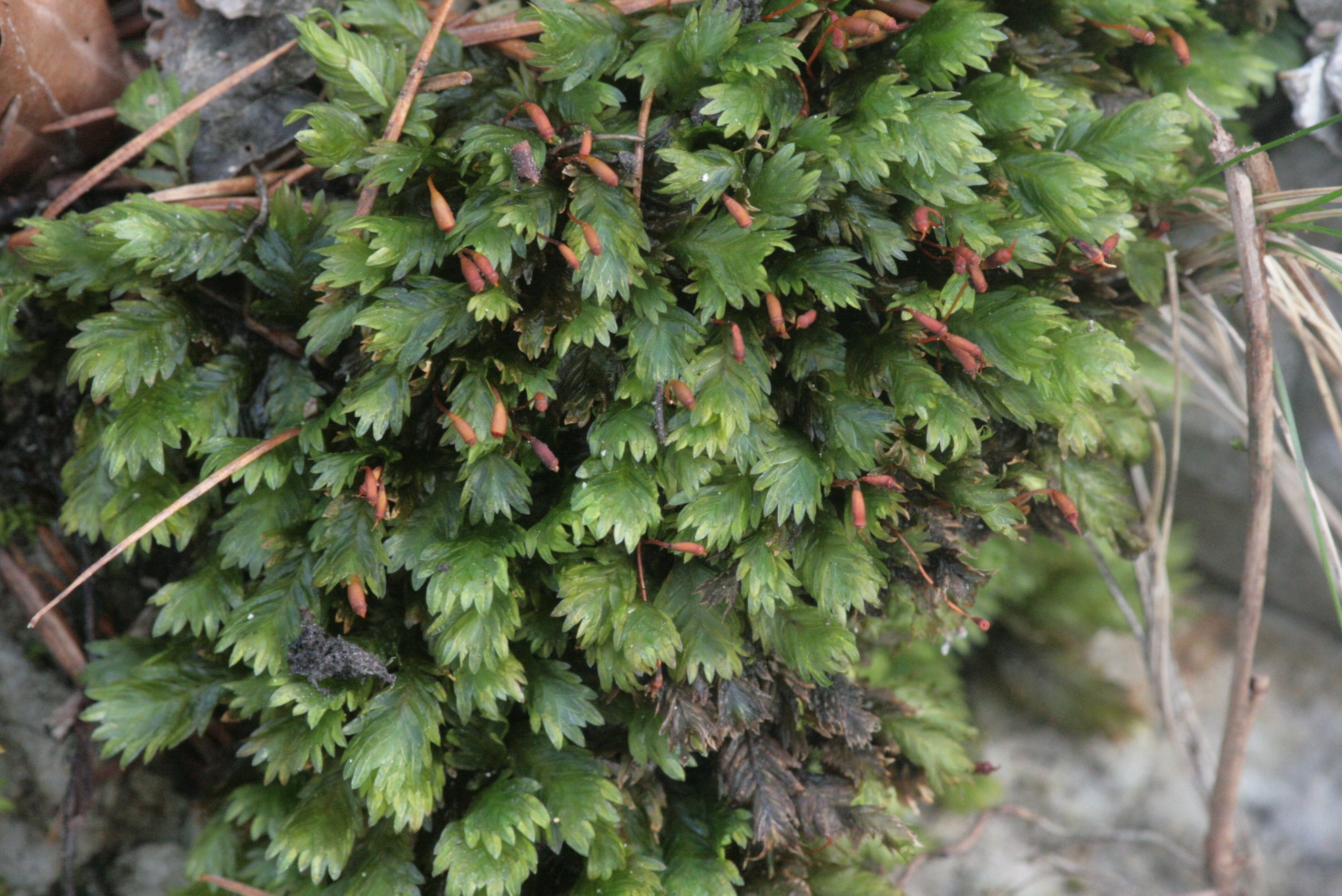